# Rena Rolska (1960)
Rena Rolska – trzeci minialbum Reny Rolskiej wydany przez wytwórnię Veriton w 1960 roku. Album zawierał nagrania artystki dokonane na przełomie 1959 i 1960 roku dokonane w studio Polskich Nagrań w Warszawie. Płyta stanowiła zapowiedź płyty długogrającej pt. Rendez-Vous z Reną Rolską.

## Lista utworów
Strona a:
1. Nie oczekuję dziś nikogo (Witold Lutosławski (ps. Derwid) – Zbigniew Kaszkur, Zbigniew Zapert)
2. Nieśmiały pierwszy śnieg (Wiesław Machan – Janusz Odrowąż)

Strona b:
1. Błękitna laguna (Romuald Żyliński – Igor Sikirycki)
2. Deszczowy koncert (Zygmunt Karasiński – Ola Obarska)

## Płyty szelakowe z nagraniami z minialbumuRena Rolska (1960)
- [1959] Muza 3347 – Deszczowy koncert[3]
- [1960] Muza 3343 – Nie oczekuję dziś nikogo[4]

## Muzycy
- Rena Rolska – śpiew
- Orkiestra – akompaniament
- Ryszard Damrosz – dyrekcja